# Combas
Combas – miejscowość i gmina we Francji, w regionie Oksytania, w departamencie Gard.
Według danych na rok 1990 gminę zamieszkiwało 381 osób, a gęstość zaludnienia wynosiła 24 osoby/km² (wśród 1545 gmin Langwedocji-Roussillon Combas plasuje się na 578. miejscu pod względem liczby ludności, natomiast pod względem powierzchni na miejscu 502.).